# Convivencia

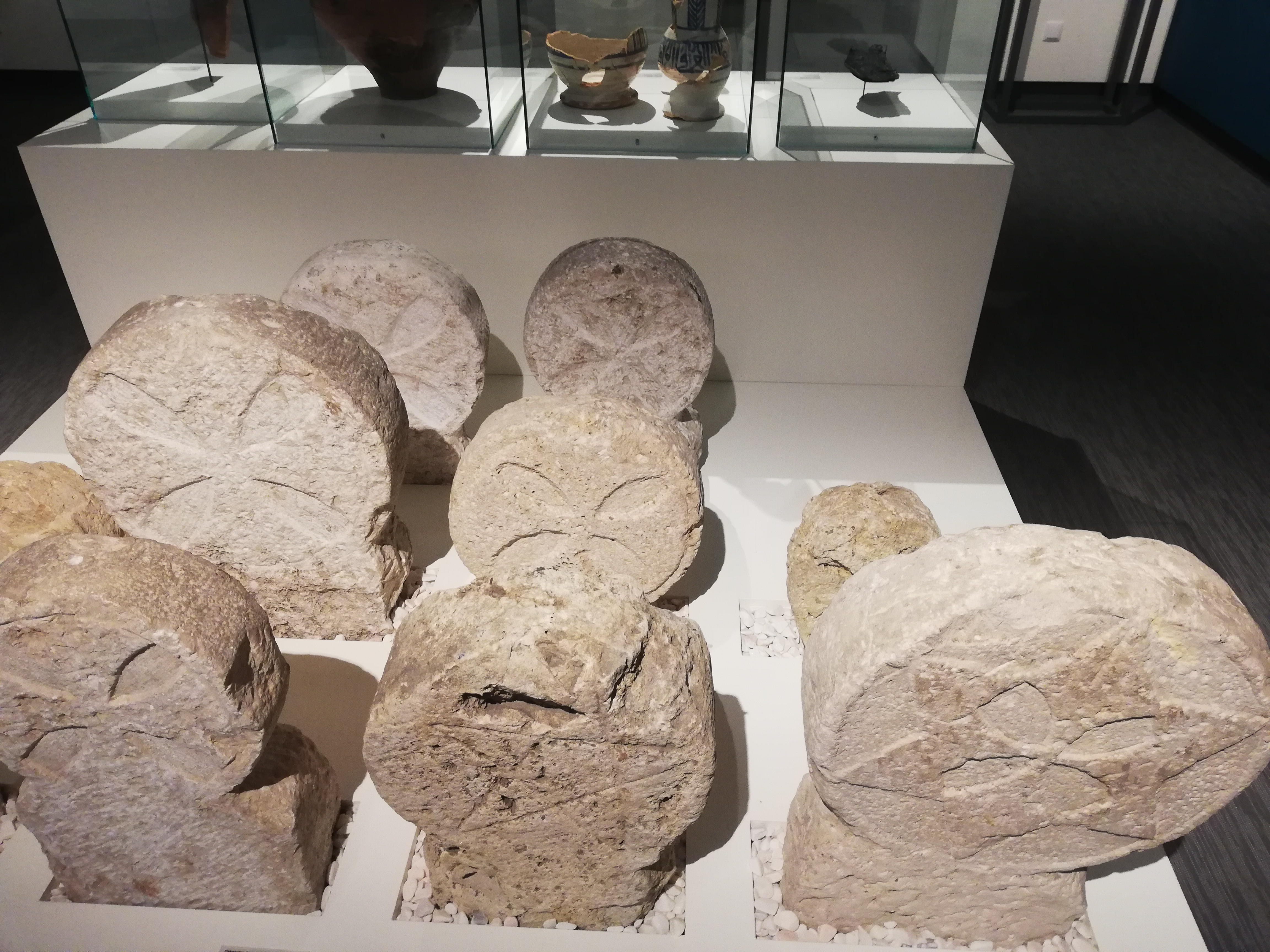
Grabzeichen aus dem mittelalterlichen Lissabon, die christliche Kreuze, muslimische Pentagramme und jüdische Davidsterne zeigen.

Convivencia („Zusammenleben“) ist ein wissenschaftlicher Begriff, der von dem spanischen Philologen Américo Castro für den Zeitraum der spanischen Geschichte von der Eroberung Hispaniens durch die muslimischen Umayyaden im frühen achten Jahrhundert bis zur Vertreibung der Juden im Jahr 1492 vorgeschlagen wurde. Er behauptet, dass in den verschiedenen maurischen Königreichen der Iberischen Halbinsel Muslime, Christen und Juden in relativem Frieden miteinander lebten. Nach dieser Geschichtsinterpretation unterscheidet sich diese Zeit der religiösen Vielfalt von der späteren spanischen und portugiesischen Geschichte, als der Katholizismus infolge von Vertreibungen und Zwangskonvertierungen zur einzigen Religion auf der Iberischen Halbinsel wurde.
Einige Stimmen stellen jedoch die historische Korrektheit der oben genannten Auffassung von interkultureller Harmonie in Frage. Sie stellen sie als Mythos dar und behaupten, dass es sich um einen der political correctness geschuldeten Anachronismus handele. Im Oxford Dictionary of the Middle Ages heißt es, dass Kritiker dem Begriff Convivencia häufig eine idealisierte Sichtweise von multireligiöser Harmonie und Symbiose vorwerfen würden. Befürworter würden entgegnen, dass eine solche Charakterisierung eine Verzerrung der komplexen Interaktionen wäre, die sie in ihrer Forschung zu verstehen suchen.

## Kulturelle Bedeutung
Convivencia bezieht sich oft auf das Zusammenspiel kultureller Auffassungen zwischen den drei religiösen Gruppen und auf Vorstellungen von religiöser Toleranz. James Carroll, amerikanischer Autor und Historiker, greift dieses Konzept auf und weist darauf hin, dass es eine wichtige Rolle dabei spielte, die Klassiker der griechischen Philosophie nach Europa zu bringen, mit Übersetzungen aus dem Griechischen, Arabischen, Hebräischen und Lateinischen. Auch Jerrilynn Dodds, amerikanische Kunsthistorikerin, nimmt Bezug auf dieses Konzept in der Ausrichtung der Architektur, die sich an Baustilen von Synagogen und Moscheen orientiert.
Als Beispiel für die Convivencia wird Córdoba in Al-Andalus, des neunten und zehnten Jahrhunderts genannt. Córdoba wird als eine der bedeutendsten Städte der Weltgeschichte beschrieben, in der sowohl Christen als auch Juden am königlichen Hof willkommen und am interkulturellen Leben der Stadt beteiligt waren. María Rosa Menocal, Sterling-Professorin für Geisteswissenschaften an der Yale University, beschreibt die Bibliotheken von Córdoba als einen bedeutenden Maßstab für das allgemeine soziale (und nicht nur das wissenschaftliche) Wohlergehen, da sie eine nahezu perfekte Verbindung zwischen dem Materiellen und dem Geistigen dargestellt hätten.
James L. Heft, der Alton-Brooks-Professor für Religion an der USC, beschreibt Convivencia als eine der seltenen Perioden in der Geschichte, in der die drei Religionen nicht entweder auf Distanz zueinander gingen oder in Konflikt miteinander standen.

## Historischer Kontext
Die Zeit der islamischen Herrschaft auf der Iberischen Halbinsel begann im frühen achten Jahrhundert, als arabische Invasoren die politische Kontrolle über die Iberische Halbinsel übernahmen und sie Al-Andalus nannten. Mit dem Tod des Herrschers Al-Hakam II. im Jahr 976 begann sich das Kalifat aufzulösen und zerfiel in sechs große und eine Reihe kleinerer Staaten. Al-Andalus wurde von muslimischen Invasoren und Reformern, den Almoraviden und Almohaden, im elften und zwölften Jahrhundert kurzzeitig wieder stabilisiert. Die christlichen Königreiche dehnten sich immer weiter nach Süden aus und übernahmen muslimisches Territorium im Rahmen der historiografischen Reconquista, die al-Andalus auf das südliche Emirat von Granada beschränkte, das von 1231 bis 1492 von der Nasridendynastie regiert wurde.

## Das Ende der Convivencia
Die muslimische Dynastie der Almohaden zwang Christen und Juden zur Konvertierung und anderen Muslimen ihre Auslegung des Glaubens auf. Der jüdische Philosoph und Gelehrte Maimonides war einer derjenigen, die das Exil der Konversion oder dem Tod vorzogen.
Während der Reconquista durften Muslime und Juden, die unter christliche Kontrolle gerieten, ihre Religion bis zu einem gewissen Grad ausüben. Dies endete im späten 15. Jahrhundert mit dem Fall von Granada im Jahr 1492. Schon vor diesem Ereignis war 1478 die spanische Inquisition geschaffen worden. Mit dem Alhambra-Edikt von 1492 wurden alle Juden, die nicht zum Katholizismus übergetreten waren, vertrieben. Viele Juden ließen sich in Portugal nieder, von wo sie 1497 vertrieben wurden.
Nach einem gescheiterten Aufstand in Granada im Jahr 1499 wurden die Muslime in Granada und in Kastilien gezwungen, zu konvertieren. Andernfalls wurden sie mit dem Tod bedroht oder vertrieben. Dies geschah, da der Vertrag, der bei der Kapitulation Granadas im Jahr 1492 Religionsfreiheit zugesichert hatte, durch den Aufstand für ungültig erklärt wurde. Zwischen 1500 und 1502 wurden alle verbliebenen Muslime Granadas und Kastiliens zwangskonvertiert.
Man könnte argumentieren, dass die Kräfte, die das Ende der Convivencia herbeiführten, von außen kamen, sowohl von den nordafrikanischen muslimischen Almoraviden und Almohaden als auch von den christlichen Nordländern.

## Beteiligte Gruppen und Völker
- Mauren (Muslime in Al-Andalus)
- Morisken (Muslime, die zum Katholizismus konvertierten)
- Mozaraber (Christen in Al-Andalus)
- Mudejarden (Muslime unter christlicher Herrschaft)
- Muladi (Christen die zum Islam konvertierten)
- Sephardim (Juden in Iberien)

## Debatte
Die Idee der Convivencia hat Befürworter und Gegner, seit Castro sie erstmals vorschlug. Hussein Fancy hat die zugrunde liegenden Annahmen auf beiden Seiten der Debatte zusammengefasst: Ryan Szpiech, Professor für Spanisch und Judaistik an der University of Michigan, argumentiert, dass es bei den Convivenciadebatten nie um politische Ideologien oder Parteipolitik ging, wie sie oft ausgelegt werden, sondern vielmehr um grundlegende und ungelöste methodische und philosophische Fragen. Während Castro sich auf den philosophischen Interpretivismus berief, berief sich Claudio Sánchez-Albornoz, spanischer Gelehrter, Politiker und Redner, auf den wissenschaftlichen Positivismus.
David Nirenberg hat die Bedeutung des Zeitalters der Convivencia ebenfalls in Frage gestellt und behauptet, dass seine eigene Arbeit zeige, dass Gewalt ein zentraler und systemischer Aspekt der Koexistenz von Mehrheit und Minderheit im mittelalterlichen Spanien gewesen sei, und legt sogar nahe, dass die Koexistenz zum Teil auf solcher Gewalt beruht habe.
Einige Kritiker des Konzepts der Convivencia verweisen auf die Hinrichtung der Märtyrer von Córdoba in den 850er Jahren.
Mark Cohen, Professor für Nahoststudien an der Princeton University, bezeichnet in seinem Buch Under Crescent and Cross die seiner Meinung nach idealisierte interreligiöse Utopie als einen Mythos, der zunächst von jüdischen Historikern wie Heinrich Graetz im 19. Jahrhundert als Vorwurf an die christlichen Länder wegen ihrer Behandlung der Juden verbreitet worden sei.
Der spanische Mittelalterhistoriker Eduardo Manzano Moreno [es] schrieb, dass das Konzept der Convivencia in der historischen Überlieferung keine Bestätigung finde [„el concepto de convivencia no tiene ninguna apoyatura histórica“]. Er stellt ferner fest, dass es kaum Informationen über die jüdischen und christlichen Gemeinden während des Kalifats von Córdoba gebe, was angesichts der enormen Bedeutung des Convivencia-Gedankens ein überraschendes Ergebnis sein möge [„... quizá pueda resultar chocante teniendo en cuenta el enorme peso del tópico convivencial.“]. Manzano zufolge hätte Castro aus seiner Konzeption nie in eine spezifische und gut dokumentierte historische Abhandlung von al-Andalus geschaffen, vielleicht weil es Castro nie gelungen sei, in der arabistischen Literatur Material zu finden, die seine Thesen ausreichend unterstützen.
Aaron Hughes fügt hinzu, dass zeitgenössische Texte über die Ökumene sich zwar auf das „Goldene Zeitalter“ der Toleranz im 10. und 11. Jahrhundert in Córdoba unter muslimischer Herrschaft beriefen, sich aber größtenteils nicht näher damit auseinandersetzen würden, wie das Zusammenleben zwischen Juden, Christen und Muslimen tatsächlich organisiert gewesen sei. Vielmehr sprächen sie von Toleranz, einem Konzept, das zu dieser Zeit wenig oder gar keine Bedeutung gehabt hätte.